# SuperLega de 2022–23
A SuperLega de 2022–23, oficialmente SuperLega Credem Banca de 2022–23 por questão de patrocínio, foi a 78.ª edição da primeira divisão do campeonato italiano de voleibol masculino, competição esta organizada pela Lega Pallavolo Serie A, consórcio de clubes filiado à Federação Italiana de Voleibol (FIPAV). Participaram do torneio doze equipes provenientes de onze comunas italianas.
A equipe do Itas Trentino conquistou seu quinto scudetto após vencer o Cucine Lube Civitanova na última partida da série melhor de cinco. Na disputa pelo terceiro lugar, o Gas Sales Bluenergy Piacenza superou o Allianz Milano nas três primeiras partidas e assegurou a medalha de bronze. O ponteiro búlgaro Matey Kaziyski foi eleito o melhor jogador da competição.

## Equipes participantes
A seguir a lista das equipes que se qualificaram para competir a SuperLega de 2022–23.
| Equipe Nome fantasia                                     | Cidade    | Ginásio                       | Capacidade | Temporada 2021–22        |
| -------------------------------------------------------- | --------- | ----------------------------- | ---------- | ------------------------ |
| Verona Volley WithU Verona                               | Verona    | PalaOlimpia                   | 5 350      | 8.º colocado             |
| Associazione Sportiva Volley Lube Cucine Lube Civitanova | Treia     | Eurosuole Forum               | 4 000      | Campeão                  |
| Volley Milano Vero Volley Monza                          | Milão     | Arena di Monza                | 4 000      | 7.º colocado             |
| Modena Volley Valsa Group Modena                         | Módena    | PalaPanini                    | 5 211      | 4.º colocado             |
| Pallavolo Padova                                         | Pádua     | Kioene Arena                  | 3 916      | 11.º colocado            |
| Powervolley Milano Allianz Milano                        | Milão     | Allianz Cloud                 | 5 300      | 9.º colocado             |
| Sir Safety Umbria Volley Sir Safety Susa Perugia         | Perúgia   | PalaEvangelisti               | 5 300      | Vice-campeão             |
| Top Volley Top Volley Cisterna                           | Latina    | Palasport di Cisterna         | 3 000      | 6.º colocado             |
| Trentino Volley Itas Trentino                            | Trento    | BLM Group Arena               | 4 000      | 3.º colocado             |
| You Energy Volley Gas Sales Bluenergy Piacenza           | Placência | PalabancaSport                | 3 700      | 5.º colocado             |
| Prisma Taranto Volley Gioiella Prisma Taranto            | Tarento   | PalaMazzola                   | 5 000      | 10.º colocado            |
| Emma Villas Volley Emma Villas Aubay Siena               | Siena     | Palasport Mens Sana PalaEstra | 5 500      | 9.º colocado na Série A2 |

## Regulamento
Fase classificatória
A fase classificatória, também conhecida como temporada regular, ocorreu de 1 de outubro de 2022 a 12 de março de 2023, e consistiu em dois jogos, com cada clube jogando em um sistema de rodada dupla, com jogos em casa e fora. A última equipe foi rebaixada para a Série A2 na temporada 2023–24.
Playoffs
Ao término da temporada regular, as oito melhores equipes avançaram para os playoffs com o clássico sistema de correspondência (1º x 8º, 2º x 7º, 3º x 6º e 4º x 5º). Esta fase foi disputada em sistema eliminatório, composta por quartas de final, semifinais, disputa pelo terceiro lugar e final, todas na série melhor de cinco jogos. As equipes perdedoras das quartas de finais se juntaram as equipes classificadas da nona a décima primeira colocação da fase classificatória para a disputa do quinto lugar na classificação geral. Ao final da competição, os três primeiros clubes se classificaram à Liga dos Campeões de 2023–24, o quarto colocado à Taça CEV de 2023–24 e o quinto colocado à Taça Challenge de 2023–24.

## Critérios de classificação nos grupos
1. Pontos;
2. Número de vitórias;
3. Razão de sets;
4. Razão de pontos.

- Placar de 3–0 ou 3–1: 3 pontos para o vencedor, nenhum para o perdedor;
- Placar de 3–2: 2 pontos para o vencedor, 1 para o perdedor.

## Fase classificatória

### Classificação
|  | Equipe classificada para as quartas de final      |
|  | Equipe classificada para os playoffs do 5.º lugar |
|  | Equipe rebaixada para a Série A2 de 2023–24       |

|     |                              |     | Jogos | Jogos | Jogos | Resultados | Resultados | Resultados | Resultados | Resultados | Resultados | Sets | Sets | Sets  | Pontos | Pontos | Pontos |
| Pos | Equipe                       | Pts | T     | V     | D     | 3–0        | 3–1        | 3–2        | 2–3        | 1–3        | 0–3        | V    | P    | R     | V      | P      | R      |
| --- | ---------------------------- | --- | ----- | ----- | ----- | ---------- | ---------- | ---------- | ---------- | ---------- | ---------- | ---- | ---- | ----- | ------ | ------ | ------ |
| 1   | Sir Safety Perugia           | 65  | 22    | 22    | 0     | 12         | 9          | 1          | 0          | 0          | 0          | 66   | 11   | 6,000 | 1878   | 1550   | 1.212  |
| 2   | Itas Trentino                | 44  | 22    | 14    | 8     | 8          | 4          | 2          | 4          | 4          | 0          | 54   | 32   | 1.688 | 2029   | 1873   | 1.083  |
| 3   | Valsa Group Modena           | 40  | 22    | 12    | 10    | 4          | 8          | 0          | 4          | 3          | 3          | 47   | 38   | 1.237 | 1921   | 1905   | 1.008  |
| 4   | Cucine Lube Civitanova       | 38  | 22    | 13    | 9     | 7          | 3          | 3          | 2          | 3          | 4          | 46   | 36   | 1.278 | 1838   | 1817   | 1.012  |
| 5   | WithU Verona                 | 37  | 22    | 14    | 8     | 5          | 3          | 6          | 1          | 3          | 4          | 47   | 39   | 1.205 | 1918   | 1882   | 1.019  |
| 6   | Gas Sales Bluenergy Piacenza | 34  | 22    | 11    | 11    | 3          | 6          | 2          | 3          | 6          | 2          | 45   | 43   | 1.047 | 1998   | 1961   | 1.019  |
| 7   | Vero Volley Monza            | 33  | 22    | 11    | 11    | 3          | 6          | 2          | 2          | 3          | 6          | 40   | 43   | 0.930 | 1892   | 1897   | 0.997  |
| 8   | Allianz Milano               | 30  | 22    | 10    | 12    | 3          | 5          | 2          | 2          | 4          | 6          | 38   | 45   | 0.844 | 1885   | 1884   | 1.001  |
| 9   | Top Volley Cisterna          | 26  | 22    | 8     | 14    | 4          | 2          | 2          | 4          | 7          | 3          | 39   | 48   | 0.813 | 1950   | 1985   | 0.982  |
| 10  | Pallavolo Padova             | 18  | 22    | 7     | 15    | 2          | 0          | 5          | 2          | 7          | 6          | 32   | 55   | 0.582 | 1819   | 2007   | 0.906  |
| 11  | Gioiella Prisma Taranto      | 16  | 22    | 5     | 17    | 2          | 1          | 2          | 3          | 5          | 9          | 26   | 56   | 0.464 | 1802   | 1912   | 0.942  |
| 12  | Emma Villas Aubay Siena      | 15  | 22    | 5     | 17    | 0          | 4          | 1          | 1          | 6          | 10         | 23   | 57   | 0.404 | 1668   | 1925   | 0.866  |

### Resultados
| Mandante \ Visitante         | MIL | PIA | TRE | CVA | PAD | SIE | PGA | TAR | CIS | MOD | MZA | VER |
| ---------------------------- | --- | --- | --- | --- | --- | --- | --- | --- | --- | --- | --- | --- |
| Allianz Milano               | —   | 2–3 | 2–3 | 1–3 | 3–1 | 3–0 | 0–3 | 3–0 | 0–3 | 3–1 | 1–3 | 0–3 |
| Gas Sales Bluenergy Piacenza | 3–1 | —   | 3–1 | 2–3 | 3–1 | 1–3 | 1–3 | 3–2 | 3–0 | 0–3 | 1–3 | 2–3 |
| Itas Trentino                | 1–3 | 1–3 | —   | 2–3 | 3–0 | 3–1 | 2–3 | 3–0 | 3–2 | 3–0 | 3–0 | 3–0 |
| Cucine Lube Civitanova       | 3–0 | 3–2 | 1–3 | —   | 2–3 | 3–0 | 1–3 | 3–0 | 3–1 | 3–0 | 1–3 | 3–1 |
| Pallavolo Padova             | 1–3 | 1–3 | 1–3 | 0–3 | —   | 3–0 | 1–3 | 3–0 | 3–2 | 3–2 | 0–3 | 2–3 |
| Emma Villas Aubay Siena      | 0–3 | 0–3 | 0–3 | 0–3 | 3–2 | —   | 1–3 | 1–3 | 3–1 | 1–3 | 3–1 | 0–3 |
| Sir Safety Susa Perugia      | 3–0 | 3–1 | 3–1 | 3–0 | 3–0 | 3–0 | —   | 3–1 | 3–0 | 3–0 | 3–0 | 3–0 |
| Gioiella Prisma Taranto      | 1–3 | 0–3 | 0–3 | 0–3 | 2–3 | 3–2 | 0–3 | —   | 2–3 | 1–3 | 3–0 | 3–0 |
| Top Volley Cisterna          | 3–1 | 3–0 | 3–2 | 3–0 | 3–1 | 1–3 | 1–3 | 3–0 | —   | 1–3 | 1–3 | 2–3 |
| Valsa Group Modena           | 2–3 | 3–1 | 1–3 | 3–0 | 3–0 | 3–1 | 1–3 | 3–1 | 3–0 | —   | 2–3 | 3–1 |
| Vero Volley Monza            | 2–3 | 3–1 | 0–3 | 3–0 | 2–3 | 3–0 | 0–3 | 3–1 | 3–2 | 1–3 | —   | 1–3 |
| WithU Volley Verona          | 3–0 | 1–3 | 3–2 | 3–2 | 3–0 | 3–1 | 0–3 | 2–3 | 3–1 | 3–2 | 3–0 | —   |

## Playoffs
|  | Quartas de final | Quartas de final             | Quartas de final             | Quartas de final | Quartas de final | Quartas de final | Quartas de final |    |                        | Semifinais     | Semifinais     | Semifinais     | Semifinais     | Semifinais     | Semifinais     | Semifinais     |                |   | Final | Final                        | Final | Final | Final | Final | Final |
|  |                  |                              |                              |                  |                  |                  |                  |    |                        |                |                |                |                |                |                |                |                |   |       |                              |       |       |       |       |       |
|  | 1º               | Sir Safety Perugia           | 3                            | 2                | 3                | 2                | 1                |    |                        |                |                |                |                |                |                |                |                |   |       |                              |       |       |       |       |       |
|  | 8º               | Allianz Milano               | 0                            | 3                | 1                | 3                | 3                |    |                        |                |                |                |                |                |                |                |                |   |       |                              |       |       |       |       |       |
|  | 8º               | Allianz Milano               | 0                            | 3                | 1                | 3                | 3                |    | 8º                     | Allianz Milano | 0              | 3              | 3              | 2              | 1              |                |                |   |       |                              |       |       |       |       |       |
|  |                  |                              |                              |                  |                  |                  |                  |    | 8º                     | Allianz Milano | 0              | 3              | 3              | 2              | 1              |                |                |   |       |                              |       |       |       |       |       |
|  |                  | 4º                           | Cucine Lube Civitanova       | 3                | 2                | 0                | 3                | 3  |                        |                |                |                |                |                |                |                |                |   |       |                              |       |       |       |       |       |
|  | 4º               | 4º                           | Cucine Lube Civitanova       | 3                | 2                | 0                | 3                | 3  | Cucine Lube Civitanova | 0              | 2              | 3              | 3              | 3              |                |                |                |   |       |                              |       |       |       |       |       |
|  | 4º               |                              |                              |                  |                  |                  |                  |    | Cucine Lube Civitanova | 0              | 2              | 3              | 3              | 3              |                |                |                |   |       |                              |       |       |       |       |       |
|  | 5º               | WithU Verona                 | 3                            | 3                | 0                | 1                | 0                |    |                        |                |                |                |                |                |                |                |                |   |       |                              |       |       |       |       |       |
|  |                  |                              |                              |                  |                  |                  |                  |    |                        |                |                |                |                |                |                |                |                |   | 4º    | Cucine Lube Civitanova       | 1     | 3     | 0     | 3     | 0     |
|  |                  |                              | 2º                           | Itas Trentino    | 3                | 2                | 3                | 1  | 3                      |                |                |                |                |                |                |                |                |   |       |                              |       |       |       |       |       |
|  | 2º               | Itas Trentino                | 3                            | 1                | 3                | 3                |                  |    |                        |                |                |                |                |                |                |                |                |   |       |                              |       |       |       |       |       |
|  | 7º               | Vero Volley Monza            | 2                            | 3                | 1                | 0                |                  |    |                        |                |                |                |                |                |                |                |                |   |       |                              |       |       |       |       |       |
|  | 7º               | Vero Volley Monza            | 2                            | 3                | 1                | 0                |                  | 2º | Itas Trentino          | 3              | 3              | 0              | 0              | 3              |                |                |                |   |       |                              |       |       |       |       |       |
|  |                  |                              |                              |                  |                  |                  |                  | 2º | Itas Trentino          | 3              | 3              | 0              | 0              | 3              |                |                |                |   |       |                              |       |       |       |       |       |
|  |                  | 6º                           | Gas Sales Bluenergy Piacenza | 0                | 1                | 3                | 3                | 1  |                        |                | Terceiro lugar | Terceiro lugar | Terceiro lugar | Terceiro lugar | Terceiro lugar | Terceiro lugar | Terceiro lugar |   |       |                              |       |       |       |       |       |
|  | 3º               | 6º                           | Gas Sales Bluenergy Piacenza | 0                | 1                | 3                | 3                | 1  | Valsa Group Modena     | 3              | Terceiro lugar | Terceiro lugar | Terceiro lugar | Terceiro lugar | Terceiro lugar | Terceiro lugar | Terceiro lugar | 3 | 0     | 0                            | 2     |       |       |       |       |
|  | 3º               |                              |                              |                  |                  |                  |                  |    | Valsa Group Modena     | 3              |                |                |                |                |                |                |                | 3 | 0     | 0                            | 2     |       |       |       |       |
|  | 6º               | Gas Sales Bluenergy Piacenza | 2                            | 2                | 3                | 3                | 3                |    |                        |                |                |                |                |                |                |                |                |   | 8º    | Allianz Milano               | 0     | 0     | 0     |       |       |
|  |                  |                              |                              |                  |                  |                  |                  |    |                        |                |                |                |                |                |                |                |                |   | 6º    | Gas Sales Bluenergy Piacenza | 3     | 3     | 3     |       |       |

### Quartas de final
| Data    | Hora    |                              | Placar  |                              | Set 1   | Set 2   | Set 3   | Set 4   | Set 5   | Total   | Relatório |
| 1º x 8º | 1º x 8º | 1º x 8º                      | 1º x 8º | 1º x 8º                      | 1º x 8º | 1º x 8º | 1º x 8º | 1º x 8º | 1º x 8º | 1º x 8º | 1º x 8º   |
| ------- | ------- | ---------------------------- | ------- | ---------------------------- | ------- | ------- | ------- | ------- | ------- | ------- | --------- |
| 19 mar  | 18:00   | Sir Safety Perugia           | 3–0     | Allianz Milano               | 25–22   | 25–15   | 25–18   |         |         | 75–55   | Relatório |
| 22 mar  | 20:30   | Allianz Milano               | 3–2     | Sir Safety Perugia           | 27–25   | 25–21   | 21–25   | 18–25   | 15–13   | 106–109 | Relatório |
| 26 mar  | 17:00   | Sir Safety Perugia           | 3–1     | Allianz Milano               | 22–25   | 30–28   | 25–18   | 25–20   |         | 102–91  | Relatório |
| 2 abr   | 18:00   | Allianz Milano               | 3–2     | Sir Safety Perugia           | 25–15   | 19–25   | 19–25   | 28–26   | 15–13   | 106–104 | Relatório |
| 10 abr  | 18:00   | Sir Safety Perugia           | 1–3     | Allianz Milano               | 25–18   | 21–25   | 27–29   | 23–25   |         | 96–97   | Relatório |
| 2º x 7º |         |                              |         |                              |         |         |         |         |         |         |           |
| 19 mar  | 18:00   | Itas Trentino                | 3–2     | Vero Volley Monza            | 25–16   | 25–21   | 13–25   | 18–25   | 15–13   | 96–100  | Relatório |
| 22 mar  | 20:30   | Vero Volley Monza            | 3–1     | Itas Trentino                | 25–21   | 25–16   | 23–25   | 25–18   |         | 98–80   | Relatório |
| 25 mar  | 20:30   | Itas Trentino                | 3–1     | Vero Volley Monza            | 22–25   | 25–18   | 25–19   | 25–19   |         | 97–81   | Relatório |
| 2 abr   | 20:30   | Vero Volley Monza            | 0–3     | Itas Trentino                | 22–25   | 20–25   | 19–25   |         |         | 61–75   | Relatório |
| 3º x 6º |         |                              |         |                              |         |         |         |         |         |         |           |
| 19 mar  | 18:00   | Valsa Group Modena           | 3–2     | Gas Sales Bluenergy Piacenza | 25–19   | 23–25   | 25–19   | 20–25   | 15–11   | 108–99  | Relatório |
| 22 mar  | 20:30   | Gas Sales Bluenergy Piacenza | 2–3     | Valsa Group Modena           | 25–19   | 21–25   | 25–22   | 21–25   | 13–15   | 105–106 | Relatório |
| 26 mar  | 17:00   | Valsa Group Modena           | 0–3     | Gas Sales Bluenergy Piacenza | 21–25   | 22–25   | 23–25   |         |         | 66–75   | Relatório |
| 2 abr   | 18:00   | Gas Sales Bluenergy Piacenza | 3–0     | Valsa Group Modena           | 25–20   | 25–21   | 25–20   |         |         | 75–61   | Relatório |
| 10 abr  | 18:00   | Valsa Group Modena           | 2–3     | Gas Sales Bluenergy Piacenza | 25–19   | 25–17   | 20–25   | 21–25   | 12–15   | 103–101 | Relatório |
| 4º x 5º |         |                              |         |                              |         |         |         |         |         |         |           |
| 19 mar  | 18:00   | Cucine Lube Civitanova       | 0–3     | WithU Verona                 | 24–26   | 29–31   | 24–26   |         |         | 77–83   | Relatório |
| 22 mar  | 20:30   | WithU Verona                 | 3–2     | Cucine Lube Civitanova       | 24–26   | 25–20   | 20–25   | 25–23   | 15–11   | 109–105 | Relatório |
| 26 mar  | 18:00   | Cucine Lube Civitanova       | 3–0     | WithU Verona                 | 25–17   | 25–22   | 28–26   |         |         | 78–65   | Relatório |
| 1 abr   | 20:30   | WithU Verona                 | 1–3     | Cucine Lube Civitanova       | 25–20   | 23–25   | 26–28   | 24–26   |         | 98–99   | Relatório |
| 8 abr   | 18:00   | Cucine Lube Civitanova       | 3–0     | WithU Verona                 | 25–19   | 25–23   | 25–23   |         |         | 75–65   | Relatório |

### Semifinais
| Data    | Hora    |                              | Placar  |                              | Set 1   | Set 2   | Set 3   | Set 4   | Set 5   | Total   | Relatório |
| 4º x 8º | 4º x 8º | 4º x 8º                      | 4º x 8º | 4º x 8º                      | 4º x 8º | 4º x 8º | 4º x 8º | 4º x 8º | 4º x 8º | 4º x 8º | 4º x 8º   |
| ------- | ------- | ---------------------------- | ------- | ---------------------------- | ------- | ------- | ------- | ------- | ------- | ------- | --------- |
| 13 abr  | 20:30   | Cucine Lube Civitanova       | 3–0     | Allianz Milano               | 25–17   | 25–22   | 25–17   |         |         | 75–56   | Relatório |
| 16 abr  | 18:00   | Allianz Milano               | 3–2     | Cucine Lube Civitanova       | 25–18   | 20–25   | 25–21   | 21–25   | 15–9    | 106–98  | Relatório |
| 19 abr  | 20:30   | Cucine Lube Civitanova       | 0–3     | Allianz Milano               | 23–25   | 18–25   | 24–26   |         |         | 65–76   | Relatório |
| 22 abr  | 18:00   | Allianz Milano               | 2–3     | Cucine Lube Civitanova       | 25–23   | 25–18   | 19–25   | 22–25   | 7–15    | 98–106  | Relatório |
| 25 abr  | 18:00   | Cucine Lube Civitanova       | 3–1     | Allianz Milano               | 27–25   | 25–22   | 23–25   | 27–25   |         | 102–97  | Relatório |
| 2º x 6º |         |                              |         |                              |         |         |         |         |         |         |           |
| 13 abr  | 20:30   | Itas Trentino                | 3–0     | Gas Sales Bluenergy Piacenza | 25–23   | 25–22   | 25–18   |         |         | 75–63   | Relatório |
| 16 abr  | 18:00   | Gas Sales Bluenergy Piacenza | 1–3     | Itas Trentino                | 19–25   | 22–25   | 25–20   | 20–25   |         | 86–95   | Relatório |
| 19 abr  | 20:30   | Itas Trentino                | 0–3     | Gas Sales Bluenergy Piacenza | 23–25   | 22–25   | 20–25   |         |         | 65–75   | Relatório |
| 22 abr  | 20:30   | Gas Sales Bluenergy Piacenza | 3–0     | Itas Trentino                | 25–21   | 25–23   | 25–23   |         |         | 75–67   | Relatório |
| 25 abr  | 18:00   | Itas Trentino                | 3–1     | Gas Sales Bluenergy Piacenza | 18–25   | 25–20   | 25–17   | 25–19   |         | 93–81   | Relatório |

### Terceiro lugar
| Data   | Hora  |                              | Placar |                              | Set 1 | Set 2 | Set 3 | Set 4 | Set 5 | Total | Relatório |
| ------ | ----- | ---------------------------- | ------ | ---------------------------- | ----- | ----- | ----- | ----- | ----- | ----- | --------- |
| 30 abr | 18:00 | Gas Sales Bluenergy Piacenza | 3–0    | Allianz Milano               | 25–17 | 25–16 | 25–22 |       |       | 75–55 | Relatório |
| 3 mai  | 20:30 | Allianz Milano               | 0–3    | Gas Sales Bluenergy Piacenza | 24–26 | 19–25 | 23–25 |       |       | 66–76 | Relatório |
| 6 mai  | 18:00 | Gas Sales Bluenergy Piacenza | 3–0    | Allianz Milano               | 25–19 | 28–26 | 25–21 |       |       | 78–66 | Relatório |

### Final
| Data   | Hora  |                        | Placar |                        | Set 1 | Set 2 | Set 3 | Set 4 | Set 5 | Total   | Relatório |
| ------ | ----- | ---------------------- | ------ | ---------------------- | ----- | ----- | ----- | ----- | ----- | ------- | --------- |
| 1 mai  | 18:15 | Itas Trentino          | 3–1    | Cucine Lube Civitanova | 25–23 | 23–25 | 25–23 | 25–17 |       | 98–88   | Relatório |
| 4 mai  | 20:30 | Cucine Lube Civitanova | 3–2    | Itas Trentino          | 25–21 | 25–15 | 19–25 | 23–25 | 17–15 | 109–101 | Relatório |
| 7 mai  | 18:00 | Itas Trentino          | 3–0    | Cucine Lube Civitanova | 25–17 | 25–20 | 25–16 |       |       | 75–53   | Relatório |
| 12 mai | 20:30 | Cucine Lube Civitanova | 3–1    | Itas Trentino          | 25–18 | 27–25 | 20–25 | 25–16 |       | 97–84   | Relatório |
| 17 mai | 20:30 | Itas Trentino          | 3–0    | Cucine Lube Civitanova | 25–20 | 25–20 | 25–19 |       |       | 75–59   | Relatório |

## Playoffs do 5.º lugar

### Rodada preliminar
|  | Equipe classificada para a fase de grupos |

#### Classificação
|     |                         |     | Jogos | Jogos | Jogos | Resultados | Resultados | Resultados | Resultados | Resultados | Resultados | Sets | Sets | Sets  | Pontos | Pontos | Pontos |
| Pos | Equipe                  | Pts | T     | V     | D     | 3–0        | 3–1        | 3–2        | 2–3        | 1–3        | 0–3        | V    | P    | R     | V      | P      | R      |
| --- | ----------------------- | --- | ----- | ----- | ----- | ---------- | ---------- | ---------- | ---------- | ---------- | ---------- | ---- | ---- | ----- | ------ | ------ | ------ |
| 1   | Pallavolo Padova        | 9   | 4     | 3     | 1     | 2          | 1          | 0          | 0          | 0          | 1          | 9    | 4    | 2.250 | 312    | 280    | 1.114  |
| 2   | Top Volley Cisterna     | 6   | 4     | 2     | 2     | 1          | 1          | 0          | 0          | 0          | 2          | 6    | 7    | 0.857 | 297    | 294    | 1.010  |
| 3   | Gioiella Prisma Taranto | 3   | 4     | 1     | 3     | 1          | 0          | 0          | 0          | 2          | 1          | 5    | 9    | 0.556 | 299    | 334    | 0.895  |

#### Resulados
| Data   | Hora  |                         | Placar |                         | Set 1 | Set 2 | Set 3 | Set 4 | Set 5 | Total | Relatório |
| ------ | ----- | ----------------------- | ------ | ----------------------- | ----- | ----- | ----- | ----- | ----- | ----- | --------- |
| 16 mar | 20:30 | Top Volley Cisterna     | 0–3    | Pallavolo Padova        | 21–25 | 22–25 | 18–25 |       |       | 61–75 | Relatório |
| 23 mar | 20:30 | Top Volley Cisterna     | 3–0    | Gioiella Prisma Taranto | 25–21 | 25–21 | 25–17 |       |       | 75–59 | Relatório |
| 26 mar | 15:30 | Gioiella Prisma Taranto | 3–0    | Pallavolo Padova        | 28–26 | 25–22 | 25–17 |       |       | 78–65 | Relatório |
| 2 abr  | 15:30 | Pallavolo Padova        | 3–0    | Top Volley Cisterna     | 25–19 | 25–22 | 25–23 |       |       | 75–64 | Relatório |
| 8 abr  | 18:00 | Gioiella Prisma Taranto | 1–3    | Top Volley Cisterna     | 25–20 | 25–27 | 16–25 | 19–25 |       | 85–97 | Relatório |
| 12 abr | 20:30 | Pallavolo Padova        | 3–1    | Gioiella Prisma Taranto | 25–13 | 25–21 | 22–25 | 25–18 |       | 97–77 | Relatório |

### Fase de grupos
|  | Equipe classificada para a final four |

#### Classificação
|     |                    |     | Jogos | Jogos | Jogos | Resultados | Resultados | Resultados | Resultados | Resultados | Resultados | Sets | Sets | Sets  | Pontos | Pontos | Pontos |
| Pos | Equipe             | Pts | T     | V     | D     | 3–0        | 3–1        | 3–2        | 2–3        | 1–3        | 0–3        | V    | P    | R     | V      | P      | R      |
| --- | ------------------ | --- | ----- | ----- | ----- | ---------- | ---------- | ---------- | ---------- | ---------- | ---------- | ---- | ---- | ----- | ------ | ------ | ------ |
| 1   | Sir Safety Perugia | 8   | 4     | 3     | 1     | 2          | 0          | 1          | 0          | 1          | 0          | 10   | 5    | 2,000 | 375    | 337    | 1.113  |
| 2   | Vero Volley Monza  | 8   | 4     | 3     | 1     | 2          | 0          | 1          | 0          | 0          | 1          | 9    | 5    | 1.800 | 334    | 307    | 1.088  |
| 3   | Pallavolo Padova   | 5   | 4     | 2     | 2     | 0          | 1          | 1          | 0          | 0          | 2          | 6    | 9    | 0.667 | 331    | 355    | 0.932  |
| 4   | Valsa Group Modena | 5   | 4     | 1     | 3     | 0          | 1          | 0          | 2          | 0          | 1          | 7    | 10   | 0.700 | 379    | 402    | 0.943  |
| 5   | WithU Verona       | 4   | 4     | 1     | 3     | 1          | 0          | 0          | 1          | 1          | 1          | 6    | 9    | 0.667 | 315    | 333    | 0.946  |

#### Resulados
1ª rodada
| Data   | Hora  |                    | Placar |                   | Set 1 | Set 2 | Set 3 | Set 4 | Set 5 | Total   | Relatório |
| ------ | ----- | ------------------ | ------ | ----------------- | ----- | ----- | ----- | ----- | ----- | ------- | --------- |
| 15 abr | 20:30 | WithU Verona       | 3–0    | Pallavolo Padova  | 25–17 | 25–11 | 25–23 |       |       | 75–51   | Relatório |
| 16 abr | 18:00 | Valsa Group Modena | 2–3    | Vero Volley Monza | 23–25 | 19–25 | 25–23 | 25–22 | 11–15 | 103–110 | Relatório |

2ª rodada
| Data   | Hora  |                   | Placar |                    | Set 1 | Set 2 | Set 3 | Set 4 | Set 5 | Total   | Relatório |
| ------ | ----- | ----------------- | ------ | ------------------ | ----- | ----- | ----- | ----- | ----- | ------- | --------- |
| 19 abr | 20:30 | Vero Volley Monza | 0–3    | Sir Safety Perugia | 22–25 | 22–25 | 29–31 |       |       | 73–81   | Relatório |
| 19 abr | 20:30 | Pallavolo Padova  | 3–2    | Valsa Group Modena | 25–21 | 22–25 | 25–21 | 26–28 | 15–11 | 113–106 | Relatório |

3ª rodada
| Data   | Hora  |                    | Placar |                  | Set 1 | Set 2 | Set 3 | Set 4 | Set 5 | Total  | Relatório |
| ------ | ----- | ------------------ | ------ | ---------------- | ----- | ----- | ----- | ----- | ----- | ------ | --------- |
| 22 abr | 19:30 | Sir Safety Perugia | 3–2    | WithU Verona     | 25–15 | 24–26 | 22–25 | 25–14 | 15–6  | 111–86 | Relatório |
| 22 abr | 20:30 | Vero Volley Monza  | 3–0    | Pallavolo Padova | 25–21 | 25–21 | 25–22 |       |       | 75–64  | Relatório |

4ª rodada
| Data   | Hora  |                    | Placar |                    | Set 1 | Set 2 | Set 3 | Set 4 | Set 5 | Total | Relatório |
| ------ | ----- | ------------------ | ------ | ------------------ | ----- | ----- | ----- | ----- | ----- | ----- | --------- |
| 25 abr | 18:00 | Sir Safety Perugia | 3–0    | Valsa Group Modena | 25–22 | 25–21 | 34–32 |       |       | 84–75 | Relatório |
| 25 abr | 18:00 | WithU Verona       | 0–3    | Vero Volley Monza  | 18–25 | 17–25 | 24–26 |       |       | 59–76 | Relatório |

5ª rodada
| Data   | Hora  |                    | Placar |                    | Set 1 | Set 2 | Set 3 | Set 4 | Set 5 | Total  | Relatório |
| ------ | ----- | ------------------ | ------ | ------------------ | ----- | ----- | ----- | ----- | ----- | ------ | --------- |
| 30 abr | 18:00 | Pallavolo Padova   | 3–1    | Sir Safety Perugia | 18–25 | 26–24 | 34–32 | 25–18 |       | 103–99 | Relatório |
| 30 abr | 18:00 | Valsa Group Modena | 3–1    | WithU Verona       | 25–22 | 18–25 | 27–25 | 25–23 |       | 95–95  | Relatório |

### Final four
|  | Semifinais | Semifinais         | Semifinais        |   |    | Final              | Final | Final |
|  |            |                    |                   |   |    |                    |       |       |
|  | 1º         | Sir Safety Perugia | 3                 |   |    |                    |       |       |
|  | 4º         | Valsa Group Modena | 0                 |   |    |                    |       |       |
|  |            |                    |                   |   | 1º | Sir Safety Perugia | 2     |       |
|  |            | 2º                 | Vero Volley Monza | 3 |    |                    |       |       |
|  | 2º         | Vero Volley Monza  | 3                 |   |    |                    |       |       |
|  | 3º         | Pallavolo Padova   | 0                 |   |    |                    |       |       |

#### Semifinais
| Data  | Hora  |                    | Placar |                    | Set 1 | Set 2 | Set 3 | Set 4 | Set 5 | Total | Relatório |
| ----- | ----- | ------------------ | ------ | ------------------ | ----- | ----- | ----- | ----- | ----- | ----- | --------- |
| 7 mai | 18:00 | Sir Safety Perugia | 3–0    | Valsa Group Modena | 25–18 | 25–12 | 25–17 |       |       | 75–47 | Relatório |
| 7 mai | 18:00 | Vero Volley Monza  | 3–0    | Pallavolo Padova   | 25–23 | 35–33 | 25–14 |       |       | 85–70 | Relatório |

#### Final
| Data   | Hora  |                    | Placar |                   | Set 1 | Set 2 | Set 3 | Set 4 | Set 5 | Total  | Relatório |
| ------ | ----- | ------------------ | ------ | ----------------- | ----- | ----- | ----- | ----- | ----- | ------ | --------- |
| 13 mai | 19:30 | Sir Safety Perugia | 2–3    | Vero Volley Monza | 25–21 | 15–25 | 25–19 | 24–26 | 10–15 | 99–106 | Relatório |

## Classificação final
| Posição           | Equipe                       | Classificação                |
| ----------------- | ---------------------------- | ---------------------------- |
| Medalha de ouro   | Itas Trentino                | Liga dos Campeões de 2023–24 |
| Medalha de prata  | Cucine Lube Civitanova       | Liga dos Campeões de 2023–24 |
| Medalha de bronze | Gas Sales Bluenergy Piacenza | Liga dos Campeões de 2023–24 |
| 4                 | Allianz Milano               | Taça CEV de 2023–24          |
| 5                 | Vero Volley Monza            | Taça Challenge de 2023–24    |
| 6                 | Sir Safety Perugia           | SuperLega de 2023–24         |
| 7                 | Pallavolo Padova             | SuperLega de 2023–24         |
| 8                 | Valsa Group Modena           | SuperLega de 2023–24         |
| 9                 | WithU Verona                 | SuperLega de 2023–24         |
| 10                | Top Volley Cisterna          | SuperLega de 2023–24         |
| 11                | Gioiella Prisma Taranto      | SuperLega de 2023–24         |
| 12                | Emma Villas Aubay Siena      | Série A2 de 2023–24          |

## Premiação
| SuperLega de 2022–23               |
| Trentino-Alto Ádige                |
| ---------------------------------- |
| Itas Trentino Campeão (5.º título) |